# NÓS-Unidade Popular

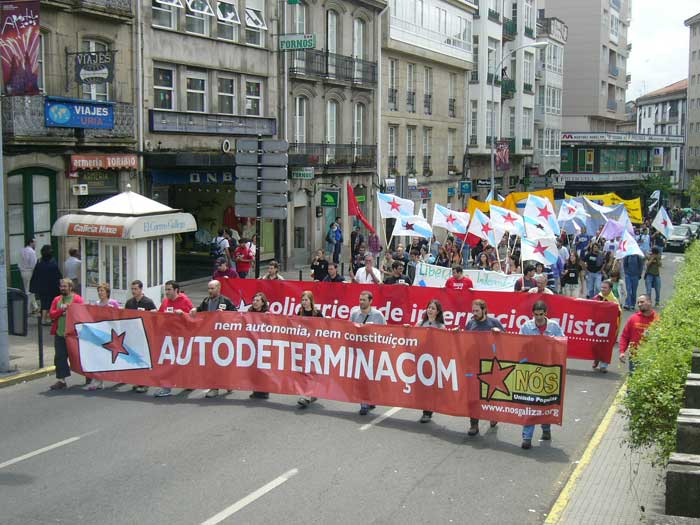
Manifestação de NÓS-Unidade Popular no 25 de Julho, Dia da Pátria, de 2005.

Nós-Unidade Popular é uma organização política galega, de filiação individual, que admite a dupla militância e se posiciona nos parâmetros da esquerda independentista, revolucionária, antipatriarcal e defensora do galego como língua nacional da Galiza, defendendo a unidade linguística galego-portuguesa (reintegracionismo).
Formou-se em 2001 pela união de organizações independentistas das comarcas, incluindo militantes da organização comunista Primeira Linha. Actualmente carece de representação institucional. A sua Assembleia fundacional (2001) teve lugar em Santiago de Compostela, capital da Galiza, a segunda (2003) foi na Corunha e a terceira (2005) em Ferrol. Publica a revista política Voz Própria, de carácter quadrimestral.
Em 2004 apresentou-se às eleições ao Parlamento Europeu, e obteve 1331 votos na Galiza (0,12%) (2516 votos em todo o estado) e nas eleições autonómicas de 2005 obteve 1749 votos (0,12%).
Dentre as suas campanhas, destacam as que periodicamente reivindicam a autodeterminação nacional da Galiza, a integridade territorial do país (incluídas as comarcas não reconhecidas pelo actual Estatuto de Autonomia da Galiza), a eliminação da simbologia franquista e a memória dos milhares de vítimas da ditadura na Galiza, além das de carácter sociolaboral. A sua filiação participa activamente nos principais movimentos sociais galegos (feminista, sindical, cultural, etc).

## Assembleias Nacionais
A chamada Assembleia Nacional Constituinte decorreu em Santiago de Compostela nos dias 2 e 3 de Junho de 2001, sob o mote "Construindo o novo independentismo", e nela reconheceu-se "a enorme experiência acumulada em todos e cada um dos intentos de construir umha alternativa revolucionária para a Galiza" e a necessidade de construir "força social para a libertação nacional", identificando explicitamente o independentismo galego como "um projecto e esquerda". Definiu-se ainda a admissão da dupla militância e o respeito pela pluralidade interna como valor a promover e defender na construção do novo independentismo galego.
A II Assembleia Nacional teve lugar na cidade da Corunha, nos dias 21 e 22 de Junho de 2003, e foi convocada sob a palavra-de-ordem "Um futuro independentista para a Galiza". Nela definiu-se com precisão o objectivo da "libertação nacional e social de género" como identidade de NÓS-UP, bem como os âmbitos concretos em que alargar a presença e o trabalho da organização, tais como os locais sociais em defesa da cultura e língua da Galiza, o âmbito feminista, a comunicação social (promoção e lançamento de meios próprios), o trabalho sindical e o ambiental.
A III Assembleia Nacional de NÓS-Unidade Popular reuniu em Ferrol a 2 e 3 de Julho de 2005, ficando marcada pelo abandono do sector ligado à entidade juvenil Assembleia da Mocidade Independentista. Definiu-se a oposição ao autonomismo, situando a necessidade de constituir um amplo espaço social autodeterminista para fazer face às pretensões oficiais de reformar o Estatuto de Autonomia da Galiza sem incluir qualquer referência aos direitos nacionais da Galiza. O posicionamento contrário à Constituição europeia e em defesa dos direitos linguísticos completaram os debates.
A IV Assembleia Nacional decorreu no concelho de Teio a 1 de Dezembro de 2007, servindo para avaliar a nova etapa política, marcada pelo acesso ao poder autonómico do PSOE e o BNG em coligação e por aquilo que NÓS-UP considera "necessidade de articular uma oposição nacional e de esquerda".
A V Assembleia Nacional teve Vigo como sede e foi realizada em dezembro de 2009, servindo para redefinir os parâmetros de atuação no seio do independentismo de esquerda, marcado na Galiza pela fragmentação. Em Vigo também se acordou relançar o seu perfil próprio como forma de fortalecer o caráter de classe e feminista da esquerda independentista e diante da evidência de que não haveria avanços significativos na unidade da esquerda independentista no futuro imediato.
Até 2010, NÓS-Unidade Popular integrou, junto a outros sectores da esquerda nacional galega, espaços de articulação autodeterminista. Primeiro foi em torno das chamadas Bases Democráticas Galegas, e a seguir à plataforma suprapartidária Causa Galiza, em que se integraram as Bases Democráticas Galegas e onde participa militância de algumas correntes soberanistas galegas, mas que NÓS-Unidade Popular abandonou formalmente em 2011, convocando nesse mesmo ano em solitário uma manifestação independentista no Dia da Pátria Galega.
Nas Eleições autonómicas galegas de 2009 apresentaram a única candidatura encabeçada por mulheres em todas as circunscrições e a proposta de que o galego se tornasse a única língua oficial da Galiza. Nelas, conseguiu 1.471 votos (0,09%), perdendo votos como o conjunto da esquerda nacionalista, atingindo o PP (direita espanhola) a maioria absoluta que tinha perdido em 2005.